# Oscar de la Renta

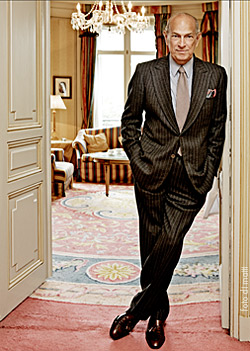
Oscar de la Renta år 2008.

Oscar de la Renta, egentligen Óscar Aristides de la Renta Fiallo, född 22 juli 1932 i Santo Domingo i Dominikanska republiken, död 20 oktober 2014 i Kent i Connecticut, var en dominikanskfödd amerikansk modeskapare.
de la Renta började som lärling hos Antonio Castillo och Cristóbal Balenciaga i Paris. Han gick sedan över till Elizabeth Arden i New York 1963 på inrådan av den berömda redaktören Diana Vreeland (1903–1989). Han slutade efter två år hos Arden och öppnade eget hus. Oscar de la Renta slog igenom med sina flamencoinspirerade klänningar med starka färger som signatur. Han designade även för huset Pierre Balmain under åren 1993–2002.
Han avled 20 oktober 2014 efter en lång tids cancer.